# Grand Prix FIDE 2008-2010

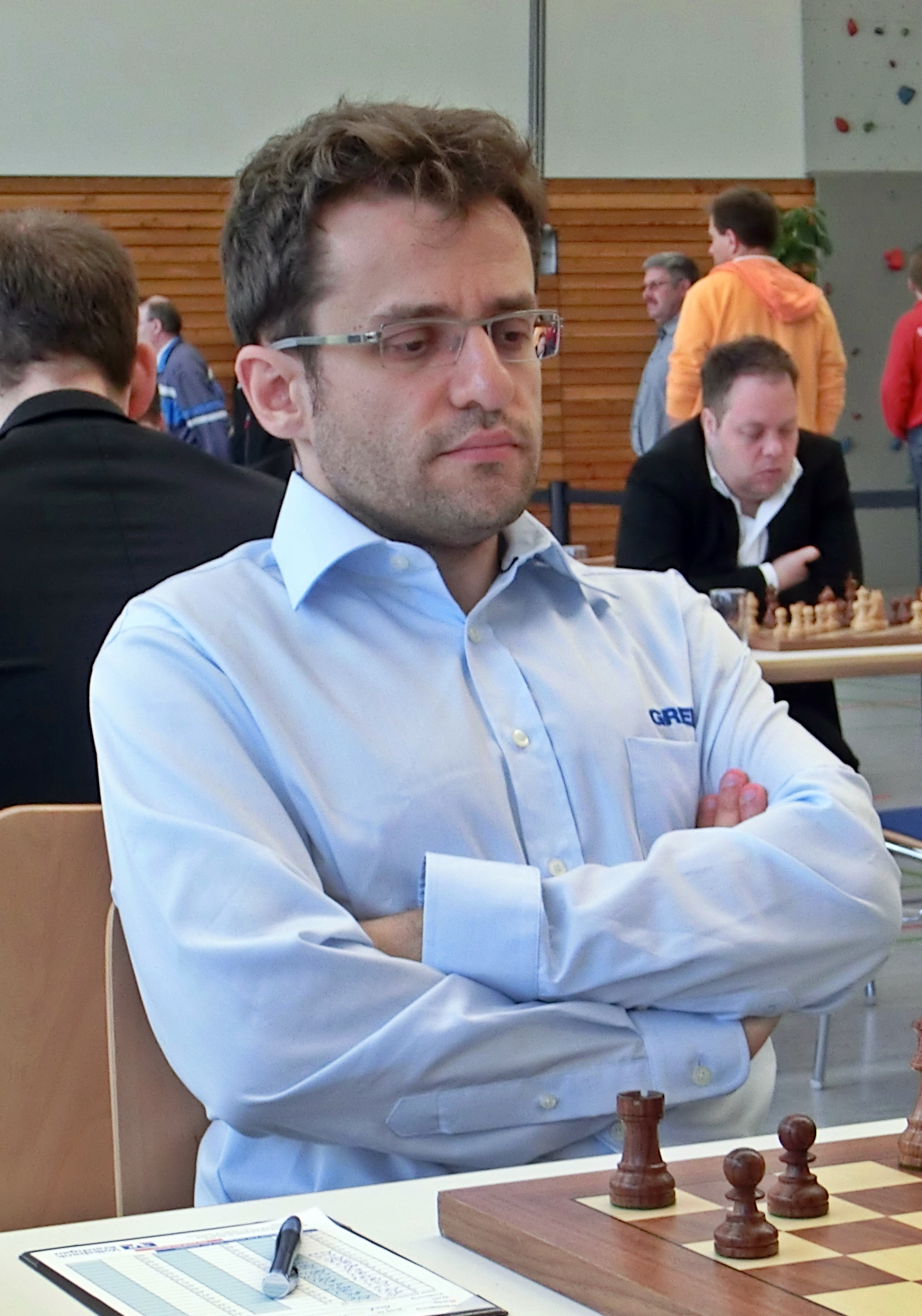
Levon Aronian, grand-maître international arménien et gagnant de cette édition.

Le Grand Prix FIDE 2008-2010 est une compétition internationale de jeu d'échecs organisée par la FIDE en 2008-2010 et composée de six tournois fermés. Le premier et le deuxième (Levon Aronian et Teimour Radjabov) du classement final étaient qualifiés pour le tournoi des candidats disputé l'année suivante (2011).

## Organisation
La FIDE attribue 180 points au vainqueur d'un tournoi, 150 au deuxième, 130 au troisième, 110 au quatrième, 100 au cinquième, 90 au sixième, 80 au septième, 70 au huitième.
En cas d'ex æquos, les joueurs se partagent les points. Par exemple, les trois premiers des tournois de Bakou 2008 et Elista 2008 marquèrent 153⅓ points (soit un total de 180 + 150 + 130 = 460 points pour les trois).
Les cinq premiers tournois avaient 14 participants ; le dernier tournoi n'avait que 12 participants (Qosimjonov et Aronian ne participant pas au tournoi).
Les deux premiers sont qualifiés pour le tournoi des candidats 2011. Aleksandr Grichtchouk, troisième du grand prix, fut également sélectionné à la suite du désistement du numéro un mondial Magnus Carlsen.

## Palmarès
| Lieu                              | Dates                     | Catégorie (Elo moyen) | Vainqueur(s)                                            | Marque (/ 13) | Deuxième(s)                                                                                 | Troisième(s)                                                                                |
| --------------------------------- | ------------------------- | --------------------- | ------------------------------------------------------- | ------------- | ------------------------------------------------------------------------------------------- | ------------------------------------------------------------------------------------------- |
| Bakou                             | 19 avril - 6 mai 2008     | 19 (2 717)            | Wang Yue Vugar Gashimov Magnus Carlsen                  | 8             |                                                                                             |                                                                                             |
| Sotchi                            | 30 juillet - 15 août 2008 | 19 (2 708)            | Levon Aronian                                           | 8,5           | Teimour Radjabov (8 / 13)                                                                   | Wang Yue Gata Kamsky                                                                        |
| Elista (Russie) (remplace Doha)   | 13-29 décembre 2008       | 19 (2 713)            | Teimour Radjabov Aleksandr Grichtchouk Dmitri Iakovenko | 8             |                                                                                             |                                                                                             |
| Naltchik (remplace Montreux)      | 14-30 avril 2009          | 20 (2 725)            | Levon Aronian                                           | 8,5           | Péter Lékó Vladimir Akopian                                                                 | Péter Lékó Vladimir Akopian                                                                 |
| Djermouk (remplace Elista)        | 9-24 août 2009            | 19 (2 719)            | Vassili Ivantchouk                                      | 8,5           | Levon Aronian Boris Guelfand (8 / 13)                                                       | Levon Aronian Boris Guelfand (8 / 13)                                                       |
| Astrakhan (remplace Karlovy Vary) | 9-25 mai 2010             | 20 (2 730)            | Pavel Eljanov                                           | 8             | Teimour Radjabov Dmitri Iakovenko Evgueni Alekseïev Ruslan Ponomariov Shakhriyar Mamedyarov | Teimour Radjabov Dmitri Iakovenko Evgueni Alekseïev Ruslan Ponomariov Shakhriyar Mamedyarov |

Trois villes initialement prévues (Doha, Montreux et Karlovy Vary) furent remplacées par Elista, Naltchik et Djermouk et Astrakhan.

## Classement général
| Joueur                | Rang | Fédération  | Bakou 2008 | Sotchi 2008 | Elista 2008 | Naltchik 2009 | Djermouk 2009 | Astrakhan 2010 | Tournois disputés | Total des trois meilleurs tournois |
| --------------------- | ---- | ----------- | ---------- | ----------- | ----------- | ------------- | ------------- | -------------- | ----------------- | ---------------------------------- |
| Levon Aronian         | 1    | Arménie     | —          | 180         | —           | 180           | 140           | (abandon)      | 3                 | 500                                |
| Teimour Radjabov      | 2    | Azerbaïdjan | (60)       | 150         | 153⅓        | —             | —             | 116            | 4                 | 419⅓                               |
| Aleksandr Grichtchouk | 3    | Russie      | 105        | (45)        | 153⅓        | 105           | —             | —              | 4                 | 363⅓                               |
| Dmitri Iakovenko      | 4    | Russie      | —          | 90          | 153⅓        | —             | (35)          | 116            | 4                 | 359⅓                               |
| Wang Yue              | 5    | Chine       | 153⅓       | 120         | 80          | —             | —             | (70)           | 4                 | 353⅓                               |
| Vugar Gashimov        | 6    | Azerbaïdjan | 153⅓       | (65)        | 110         | —             | —             | 70             | 4                 | 333⅓                               |
| Péter Lékó            | 7    | Hongrie     | —          | —           | 80          | 140           | 100           | (70)           | 4                 | 320                                |
| Shakhriyar Mamedyarov | 8    | Azerbaïdjan | 105        | —           | 80          | (55)          | —             | 116            | 4                 | 301                                |
| Evgueni Alekseïev     | 9    | Russie      |            |             | (35)        | 85            | 100           | 116            | 4                 | 301                                |
| Pavel Eljanov         | 10   | Ukraine     |            |             | 35          | (20)          | 70            | 180            | 4                 | 285                                |
| Boris Guelfand        | 11   | Israël      | —          | (30)        | —           | 85            | 140           | 45             | 4                 | 270                                |
| Vassili Ivantchouk    | 12   | Ukraine     | —          | 65          | —           | 20            | 180           | (20)           | 4                 | 265                                |
| Étienne Bacrot        | 13   | France      | (15)       | —           | 80          | 105           | 55            | —              | 4                 | 240                                |
| Gata Kamsky           | 14   | États-Unis  | 60         | 120         | —           | 55            | (55)          | —              | 4                 | 235                                |
| Sergueï Kariakine     | 15   | Ukraine     | 60         | 90          | —           | (55)          | 80            | —              | 4                 | 230                                |
| Peter Svidler         | 16   | Russie      | 85         | 90          | —           | 55            | —             | (45)           | 4                 | 230                                |
| Rustam Qosimjonov     | 17   | Ouzbékistan |            |             | 80          | 20            | 100           | (abandon)      | 3                 | 200                                |
| Vladimir Akopian      | 18   | Arménie     |            |             | (15)        | 140           | 35            | 20             | 4                 | 195                                |
| Magnus Carlsen        | -    | Norvège     | 153⅓       | —           |             |               |               |                | 1                 | 153⅓                               |
| Ivan Chéparinov       | 19   | Bulgarie    | 35         | 45          | 50          | —             | (10)          | —              | 4                 | 130                                |
| Ruslan Ponomariov     | -    | Ukraine     |            |             |             |               |               | 116            | 1                 | 116                                |
| Michael Adams         | -    | Angleterre  | 85         | —           |             |               |               |                | 1                 | 85                                 |
| Ernesto Inarkiev      | 20   | Russie      | 15         | —           | (15)        | —             | 20            | 20             | 4                 | 55                                 |
| David Navara          | -    | Tchéquie    | 35         | 15          | —           | —             |               |                | 2                 | 50                                 |
| Mohammed Al-Modiahki  | -    | Qatar       | —          | 15          |             |               |               |                | 1                 | 15                                 |
| Yannick Pelletier     | -    | Suisse      | —          | —           |             |               |               |                | 0                 |                                    |